# Естфолл
Естфолл (норв. Østfold) — один із норвезьких районів (фюльке). Розташований у західній частині Естланна (Східна Норвегія). Адміністративний центр — місто Сарпсборг. Межує з фюльке Акерсгус та Гедмарк.
У 2017 році уряд вирішив скасувати деякі фюльке та об’єднати їх з іншими, щоб утворити більші, зменшивши кількість фюльке з 19 до 11, що було реалізовано 1 січня 2020 року. Так фюльке Естфолл було включено до складу нового — Вікен. 
Проте з 1 січня 2024 року після рішення Стортингу від 14 червня 2022 року стало 15 фюльке. Зокрема, три з нещодавно об’єднаних — Вестфолл-ог-Телемарк, Вікен і Трумс-ог-Фіннмарк — розпалися та замінені своїми раніше об’єднаними, тож фюльке Естфолл відновлено. 

## Адміністративно-територіальний поділ
Естфолл поділяється на 18 комун:
- Аремарк
- Ашім
- Валер
- Волер
- Галден
- Губель
- Ейдсберг
- Маркер
- Мосс
- Раккестад
- Ремскуг
- Роде
- Рюге
- Сарпсборг
- Спюдеберг
- Трегстад
- Фредрікстад
- Шиптвет

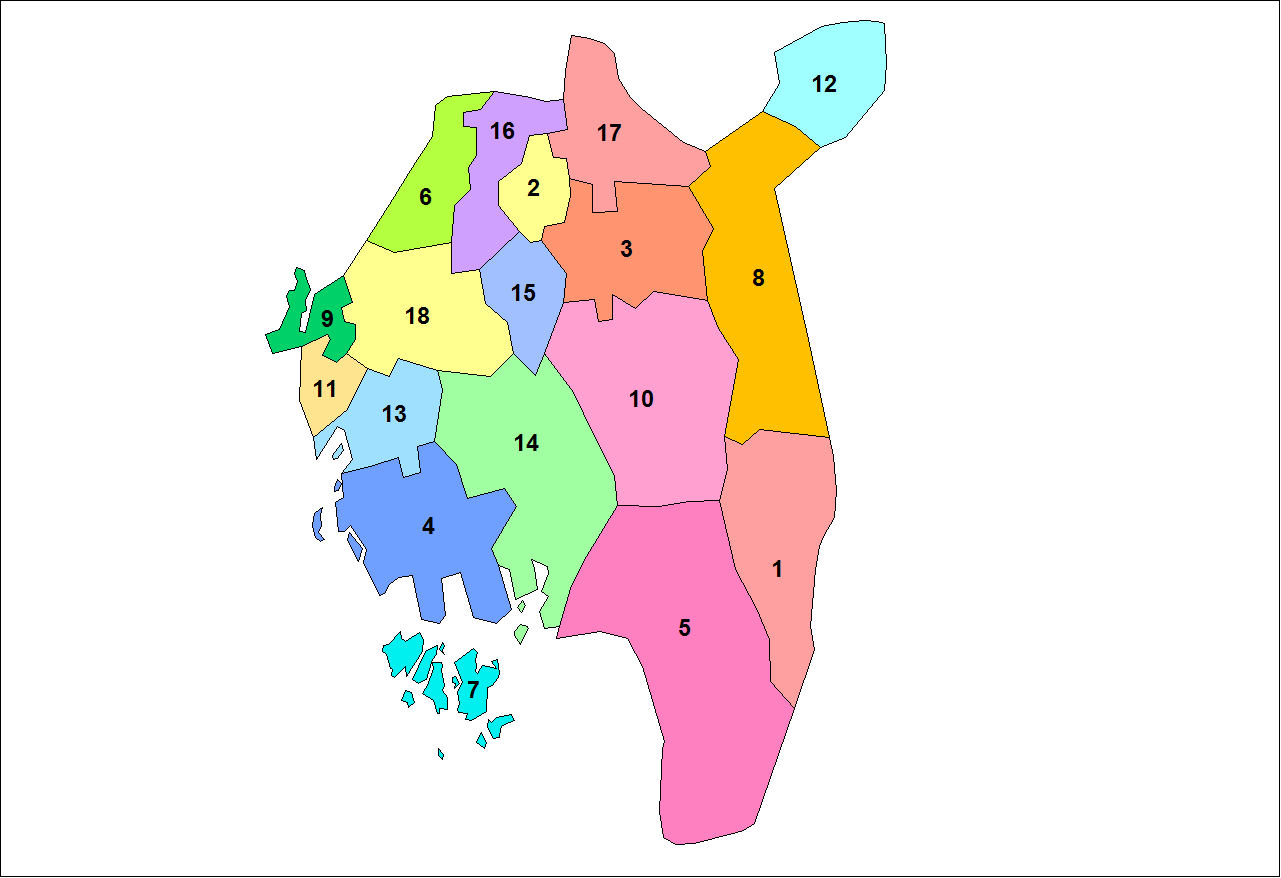
Комуни фюльке Естфолл